# Горбенко Руслан Олександрович
Руслан Олександрович Горбенко (нар. 12 березня 1979, м. Шверін, НДР) — український підприємець, політик. Народний депутат України IX скл від партії «Слуга народу». На час виборів: директор ТОВ «Інтершина УА», безпартійний, жив в селі Лісники Київської області. Колишній член Партії регіонів.

## Біографія
Народився 12 березня 1979 року в місті Шверін (Німеччина).

### Освіта
1996—2001 — закінчив Східноукраїнський університет ім. Даля, економічний факультет, отримав диплом магістра з відзнакою. 2001—2008 рік — закінчив аспірантуру (заочна форма навчання), Східноукраїнський національний університет ім. В. Даля.
У 2008 році захистив кандидатську дисертацію за спеціальністю «Економіка і управління підприємствами». Кандидат економічних наук.
2014 — після початку військових дій, виїхав з родиною до Києва.

### Трудова діяльність
- 1998—2004 рік — приватний підприємець
- 2004—2010 рік — менеджер, комерційний директор, засновник ТОВ «Інтершина». 2010—2019 рік –комерційний директор, засновник ТОВ «Інтергума-2010»[2].
- 2014—2019 рік — директор, засновник ТОВ «Інтершина УА»[2].

## Політична діяльність
- 2010—2014 — депутат Луганської міської ради від Партії регіонів[7].
- 2019 рік — Народний депутат України IX скликання (пройшов до парламенту за списком партії «Слуга народу»), заступник Глави парламентського Комітету з питань прав людини, деокупації та реінтеграції тимчасово окупованих територій у Донецькій, Луганській областях та АР Крим, Севастополя, національних меншин і міжнаціональних відносин[8].
- З 2020 — Голова Тимчасової слідчої комісії ВРУ з питань розслідування причин виникнення у 2020 році масштабних пожеж у Луганській області та дій/ бездіяльності Луганського обласного управління Державної служби України з надзвичайних ситуацій і Луганської обласної державної адміністрації — Луганської обласної військово-цивільної адміністрації щодо вчасного реагування на виникнення та недопущення виникнення подій надзвичайного характеру, яка утворена Постановою № 1047-IX від 02 грудня 2020 р. згідно Закону України «Про тимчасові спеціальні та слідчі комісії Верховної Ради України».[9]

За результатами роботи ТСК суд відсторонив від роботи керівника ДСНС Луганщини Михайла Пшика, Кабінет міністрів України звільнив Миколу Чечоткіна з посади голови Державної служби з надзвичайних ситуацій, а слідчі Теруправління ДБР Краматорська повідомили про підозру керівнику ДСНС Луганської області та колишньому начальнику Луганського обласного управління лісового та мисливського господарства.
Наприкінці 2021 проросійський пропагандист Шарій звинуватив Горбенка в фінансуванні тероризму. 17 грудня 2021 року Горбенко спростував заявив, що його батько знаходіться «на підвалі» в тимчасово окупованому Луганську.
Автор пакету законопроєктів про спеціальний режим економічної діяльності для суб'єктів господарювання (території пріоритетного розвитку) в Луганській та Донецьких областях
- Керівник групи з міжпарламентських зв'язків з Кувейтом.
- Член Міжвідомчої комісії з питань узагальнення правової позиції держави щодо відсічі і стримування збройної агресії Російської Федерації та підготовки консолідованої претензії України до Російської Федерації щодо реалізації її міжнародно-правової відповідальності за збройну агресію проти України[19]
- Автор законопроєкту № 2427 «Про внесення змін до деяких законодавчих актів України щодо сплати судового збору», которий спрощує процедуру отримання свідоцтв про народження та актів про смерть для переселенців з тимчасово окупованих територій.[20]
- Автор поправки до законопроєкту № 1049 «Про внесення змін до деяких законодавчих актів України щодо запровадження єдиного рахунку для сплати податків і зборів, єдиного внеску на загальнообов'язкове державне соціальне страхування» з пропозиціями Президента України від 19.02.2020. Суть даної правки полягає в тому, щоб заборонити правоохоронним органам заарештовувати спец рахунки ПДВ. «ЗА» прийняття правки проголосувало 279 народних депутатів.[21]
- Після масштабного вторгнення РФ в Україну 24 лютого 2022 року почав активно співпрацювати з Територіальною Обороною Київської області та Київською обласною військовою адміністрацією та виїжджати в зону бойових, дій саме в Луганську область (міста Сєверодонецьк, Лисичанськ) Мета поїздок — допомога військовим та задля сприяння евакуації цивільних[22]
- Є співавтором багатьох проєктів законів, які допомагають країні кваліфікувати дії країни- агресора[23]
- Має власне бачення на процес економічної відбудови країни[24]

## Критика
У 2015 році Руслана Горбенка звинувачували в розтратах державних коштів, пов'язаних із закупівлею комплекту зимової гуми для автомобіля Володимира Гройсмана, тодішнього спікера Верховної Ради України.
Фірми, які пов'язують із Русланом Горбенком («Інтершина УА» та ТОВ «Інтергума-2010»), НАБУ підозрювала в розтраті близько 5 млн грн державних коштів.
22 липня 2025 року голосував за закон України 12414 який був ухвалений з порушенням Регламенту Верховної Ради України та підпорядкував НАБУ та САП Генеральному прокурору і викликав масові протести. 

## Особисте життя
Разом з дружиною Штанько Ольгою Георгієвною виховують двох дітей: дочку Олександру та сина Михайла.